# Stephanocephalus
Stephanocephalus es un género de coleóptero de la familia Passalidae.

## Especies
Las especies de este género son:
- Stephanocephalus cazicus
- Stephanocephalus columbinus
- Stephanocephalus hostilis
- Stephanocephalus redtenbacheri